# Bishop’s Castle (Glasgow)

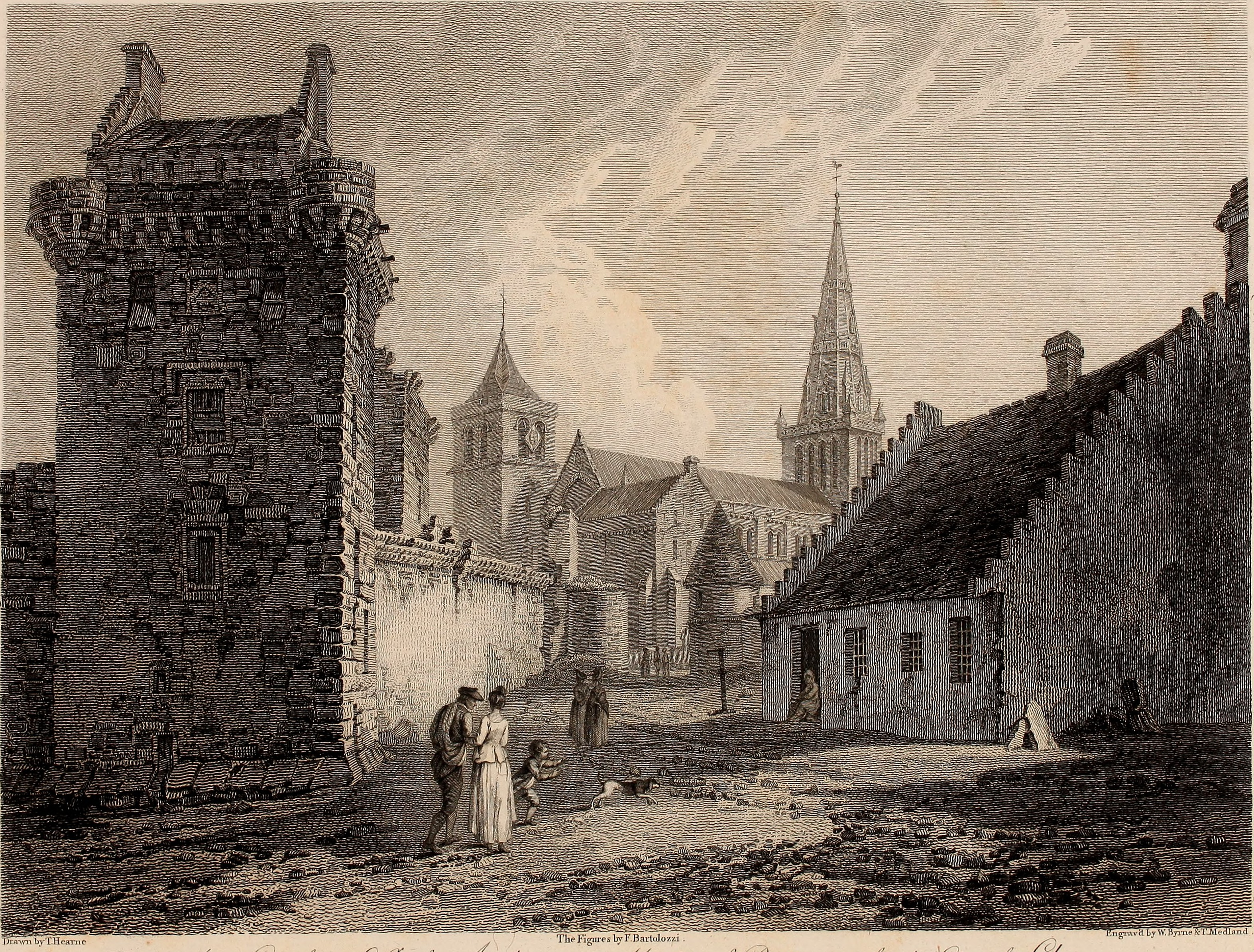
Kupferstich der Burg und Kathedrale von Glasgow, 1778

Das Bishop’s Castle, auch Glasgow Castle, war eine mittelalterliche Burg in Glasgow in Schottland. Sie diente als Residenz der Bischöfe und Erzbischöfe von Glasgow bis zur Reformation, als der letzte katholische Erzbischof, James Beaton, um 1560 nach Frankreich floh. Ende des 18. Jahrhunderts wurde die Burg vollständig abgerissen, um für die Glasgow Royal Infirmary Platz zu schaffen.

## Geschichte
Die Ursprünge der Burg sind nicht bekannt, aber die erste Festung stand an dieser Stelle wohl im 12. Jahrhundert. Sie wurde in der Zeit der schottischen Unabhängigkeitskriege zur bischöflichen Residenz, als William Wallace sie 1296 von den Engländern zurückeroberte. 1301 belegte König Eduard I. von England die Burg erneut mit einer Garnison.
Im 15. Jahrhundert ließ Bischof John Cameron einen fünfstöckigen Donjon errichten, der später durch seine Nachfolger und weitere Befestigungen und Gebäude erweitert wurde. James Beaton ließ einen großen Eckturm anbauen und Gavin Dunbar 1544 ein Torhaus mit runden Türmen. Der zentrale Donjon diente als Wohnung für den Bischof und wurde „Bishop’s Palace“ (Bischofspalast) genannt. Im 16. Jahrhundert spielte die Burg eine Rolle in vielen politischen Schlachten, z. B. im schottischen Bürgerkrieg (1568–1573) zwischen den Unterstützern von Maria Stuart und ihren Feinden. Zwischen 1513 und 1570 wechselte Bishop's Castle sechsmal den Besitzer und wurde irgendwann in dieser Zeit auch von französischen Truppen besetzt. 1544 wurde sie gegen James Hamilton, 2. Earl of Arran, verteidigt und 1560 von dessen Truppen gegen den Feind.
Im Laufe des 17. Jahrhunderts verfiel die Burg trotz eines Reparaturversuchts durch Erzbischof Arthur Ross in den 1680er-Jahren, und ihre Bausteine wurden langsam abgetragen. Schließlich wurde sie 1789 komplett abgerissen, um für den Bau des neuen Krankenhauses Glasgow Royal Infirmary Platz zu schaffen.
In den 1980er-Jahren wurden während der Ausgrabungen für das St Mungo Museum of Religious Life and Art Fundamente der Burg entdeckt. Das Fundament des Eckturms und der Kurtine wurden freigelegt. Ein Stein der Burg mit einer modernen Tafel wurde auf dem Cathedral Square aufgestellt, um den Standort des ehemaligen Donjons zu markieren.